# Christian Dior (Unternehmen)
Die Christian Dior S.A. ist ein 1946 von Christian Dior gegründeter und seit 1991 an der Pariser Börse notierter französischer Luxusgüterhersteller mit Sitz in Paris.
Die Marke Christian Dior gehört weltweit zu den bekanntesten französischen Modemarken. Der geschätzte Unternehmenswert der Christian Dior S.A. lag Anfang 2014 bei fast 30 Milliarden Euro. Neben der Haute Couture für Damen bietet Dior hochpreisige Prêt-à-porter-Bekleidung für Damen, eine Herrenlinie unter dem Namen Dior Men und Kinderkollektionen namens Baby Dior an. Darüber hinaus umfasst das Sortiment Lederwaren, Schuhe, Uhren, Schmuck, Brillen, Accessoires, Parfüms und Kosmetik im Luxusgüter-Segment. Zur Holdinggesellschaft Christian Dior S.A. gehörten neben der Modesparte Christian Dior Couture S.A. von 1989 bis 2017 die Aktienmehrheit des Luxusgüterkonzerns Moët Hennessy Louis Vuitton (LVMH), zu welchem wiederum die Parfümsparte Parfums Christian Dior S.A. und zahlreiche weitere Luxusgütermarken gehören. Seit 2017 befinden sich sowohl die Mode- als auch die Parfümsparte von Dior im Besitz von LVMH.
In den Forbes Global 2000 der weltweit größten Unternehmen belegt Christian Dior Platz 150 (Stand: Geschäftsjahr 2017). Das Unternehmen kam Mitte 2018 auf einen Börsenwert von über 76 Mrd. US$.

## Geschichte

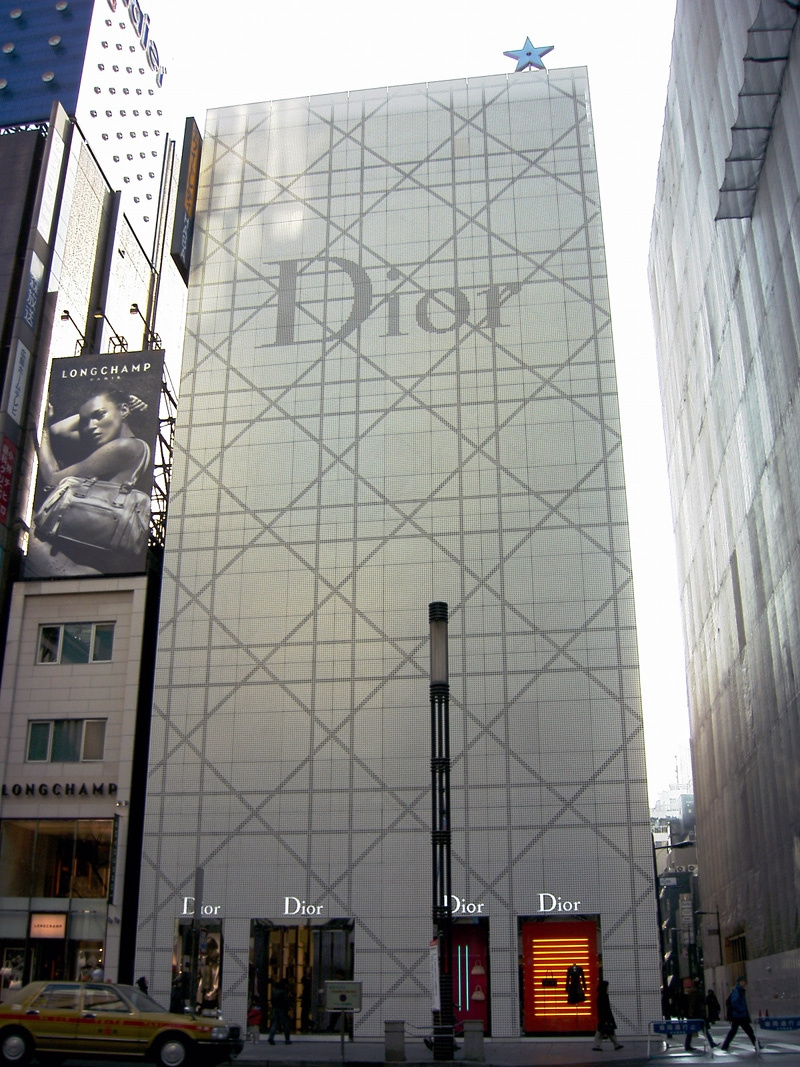
Dior-Boutique in Ginza, Tokio

### Ursprünge & Gründung
1946 wurde das Unternehmen von dem französischen Modeschöpfer Christian Dior (1905–1957) und seinem Finanz-Partner und Schulfreund Marcel Boussac gegründet. Das Haute-Couture-Atelier eröffnete Dior in der eleganten Pariser Avenue Montaigne. Die erste Modekollektion, die von Dior im Februar 1947 vorgestellt wurde, war bereits ein großer Erfolg und wurde von amerikanischen Journalisten als New Look gefeiert. Diors Mode war eine Abkehr von der Mode der Kriegsjahre und zeichnete sich durch feminin-elegante Designs mit engen Schulterpartien, schmalen Taillen, figurbetonten Oberteilen und weiten, schwingenden Röcke aus. Dior nannte seine Kollektion selbst Ligne Corolle („Blütenkelch-Linie“) und wies darauf hin, von dem Modestil beeinflusst gewesen zu sein, den Edward Molyneux bereits vor dem Zweiten Weltkrieg gezeigt hatte. Das Unternehmen Dior war in Folge maßgeblich dafür verantwortlich, dass sich Paris als Modehauptstadt der Welt behaupten konnte. Von 1947 bis 1950 arbeitete Pierre Cardin als Schneider für Dior. Das erste Parfum des Hauses, Miss Dior, wurde 1947 von der neu gegründeten Christian Dior Parfums lanciert und ist bis heute ein Klassiker. Die Dior-Boutique in New York, in der luxuriöse Prêt-à-porter-Mode von Dior präsentiert wurde, öffnete 1949. Anfang der 1950er wurden erste Lizenzen für Dior-Produkte, wie bspw. Damenstrümpfe, an andere Firmen vergeben. In der Folge kam ein eigenes Pelz- und Hut-Atelier hinzu. Mitte der 1950er Jahre beschäftigte Dior über 900 Mitarbeiter. Christian Dior erschien im April 1957 auf dem Titel des Time Magazine.

### Nachfolge
Diors Lizenzpolitik für Kosmetika, Strümpfe und Accessoires wurde zu einer erfolgreichen Marketingstrategie und fand zahlreiche Nachahmer in der Modebranche. Nach dem Tod von Christian Dior im Oktober 1957 übernahm der junge Yves Saint Laurent, der 1955 als Assistent von Dior ins Unternehmen eingetreten war, die künstlerische Leitung des Hauses. Saint Laurents erste Kollektion für das Unternehmen Dior, Ligne Trapèze, wurde ein überwältigender, weltweiter Erfolg. Die „Trapezlinie“ befreite die Frauen von dem Zwang zur Wespentaille und präsentierte sie in anderer Form auf elegante Weise. 1958 zeigte Saint Laurent bei Dior seine erste eigene Kollektion, die als „Op-Art-Mode“ entscheidend die Mode der Zeit beeinflusste. Er befreite die Kostüme ein weiteres Mal, diesmal von Wattierungen und Versteifungen an Taille, Brust und Schultern, ohne jedoch auf die Pracht und die Fülle der Kostüme im Dior-Stil zu verzichten. Er wurde allerdings 1961 nach sechs Saisons entbunden, weil Boussac, dem das Unternehmen Dior gehörte, Saint-Laurents Stil zu avantgardistisch war. Saint Laurent gründete ein Jahr später sein eigenes Modelabel und verklagte das Haus Dior erfolgreich wegen Vertragsbruchs. Sein Nachfolger wurde der damals 34-jährige Designer Marc Bohan (1926–2023), welcher zuvor für Dior in London gearbeitet hatte und 1958 von Boussac als Assistent für Saint Laurent eingestellt worden war. Bohan, ursprünglich Mode-Designer bei Edward Molyneux und Jean Patou, blieb infolge bis 1989 nahezu 30 Jahre lang Chef-Designer bei Dior. 1967 wurde unter dem Namen Miss Dior von Philippe Guibourgé, Bohans Assistent, erstmals in Frankreich Prêt-à-porter-Mode von Dior lanciert sowie Kinderbekleidung von der Marke Baby Dior angeboten. Das Parfüm-Geschäft von Dior wurde 1968 sehr lukrativ an Moët et Chandon (ab 1971: Moët Hennessy, seit 1987: LVMH) verkauft, wobei die Lizenzrechte behalten wurden, und gehört bis heute zu LVMH.

### Krisenzeiten

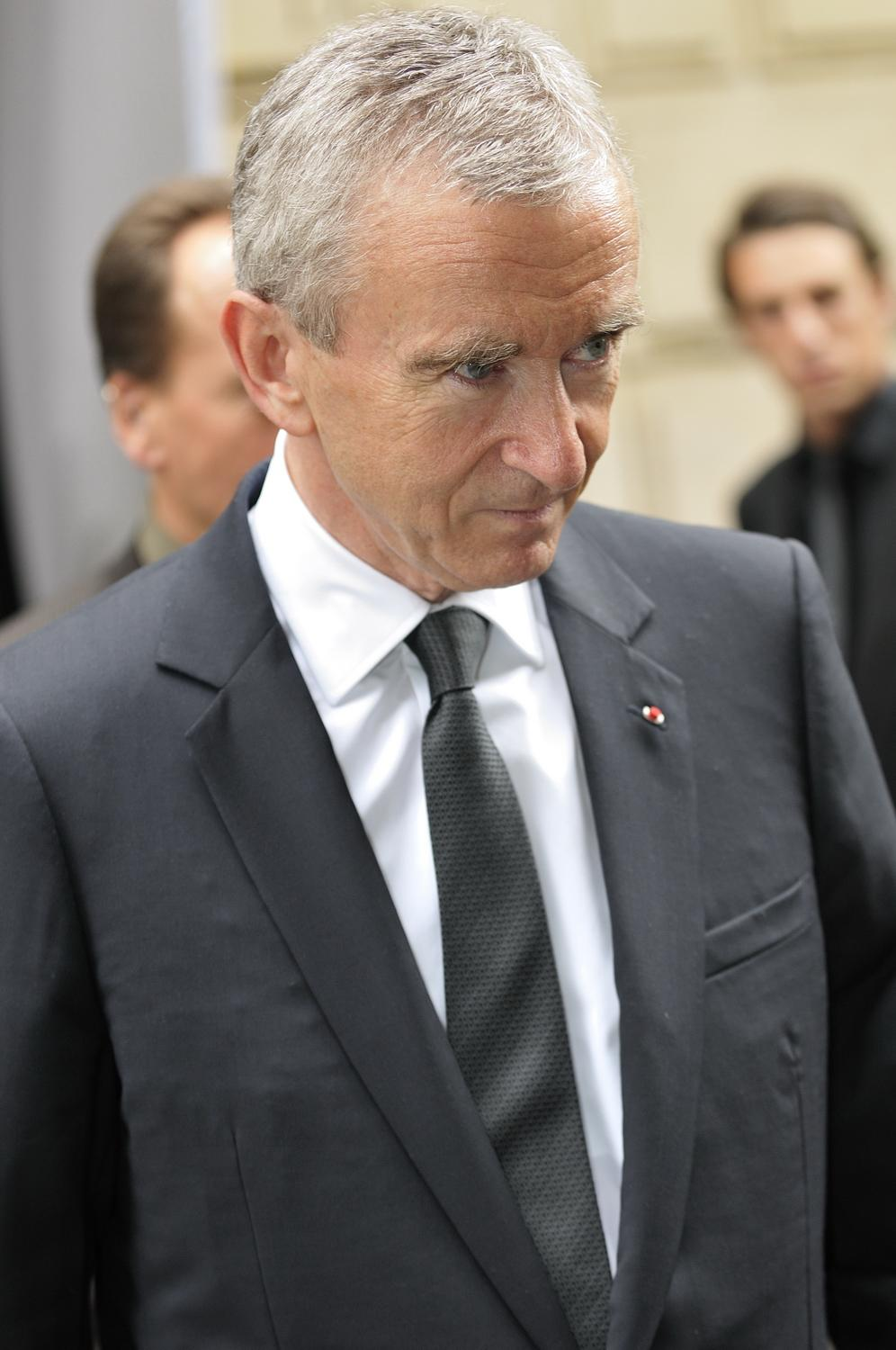
Bernard Arnault (2009)

Mitte der 1970er Jahre geriet das Haus Dior in eine Krise. Das Unternehmen hatte zu viele Lizenzen vergeben, die das Image des Hauses schwer beschädigten. Zudem wurde der internationale Markt durch Fälschungen von Dior-Artikeln überschwemmt. Die Mode und der Stil von Dior wurde in diesen Zeiten nicht mehr als zeitgemäß, geschweige denn modern empfunden. Bohan kreierte klassische, tragbare Mode, während die anderen französischen Modehäuser wie Yves Saint Laurent moderne, gar futuristische Designs zeigten. 1973 wurde eine Dior-Pelzmodenkollektion ins Leben gerufen. Boussac, dessen Konzern-Imperium mittlerweile über 60 Produktionsstätten und um die 17.000 Mitarbeiter umfasste, meldete 1978  nach hohen Verlusten in anderen Geschäftszweigen Konkurs an, und das Unternehmen wurde samt der Marke Dior von der Agache-Willot Textilgruppe übernommen. Anfang der 1980er Jahre bestanden die Haupteinnahmen des Unternehmens Dior aus den Lizenzeinnahmen des Parfum- und Kosmetikgeschäfts. Agache-Willot ging 1981 nach einer fehlgeschlagenen Expansionspolitik in die Insolvenz. Der französische Unternehmer Bernard Arnault kaufte 1984 zusammen mit Investoren nach einem Bieterkampf mit anderen potentiellen Interessenten die Agache-Willot-Gruppe (später umbenannt in Groupe Arnault), welche mittlerweile unter Insolvenzverwaltung dem französischen Staat gehörte, inklusive des Unternehmens Boussac und damit der Marke Dior, für 80 Millionen US-Dollar. Die Dior-Parfümmarken gehörten dem französischen Luxusgüterkonzern Moët Hennessy Louis Vuitton, welcher ab 1989 von Arnault geführt werden sollte. Die Modesparte blieb Teil des Unternehmens Dior.

### Entwicklung seit 1985
1985 wurde Arnault Vorstandsvorsitzender und Präsident der Christian Dior S.A. Arnault restrukturierte und sanierte das Unternehmen Boussac in den folgenden Jahren erfolgreich, indem er außer der Marke Dior alle Aktivitäten des Konzerns einstellte bzw. veräußerte. Mitte der 1990er Jahre wurden im Rahmen einer umfassenden Neustrukturierung bspw. über 300 vergebene Lizenzen – wenngleich diese dem Unternehmen Dior hohe Umsätze bescherten – zurückgeholt oder komplett eingestellt, um vollständige Kontrolle über das Markenimage und die Distribution zu erlangen. Seit Ende der 1980er Jahre firmiert die Christian Dior S.A. als Holdinggesellschaft, zu welcher unter Arnaults Führung das Unternehmen Christian Dior Couture sowie als Mehrheitsbeteiligung der Groupe Arnault der Konzern LVMH gehören. Arnault hatte ab den späten 1988er Jahren schrittweise Anteile an LVMH erworben und wurde 1989 Vorstandsvorsitzender des Konzerns. 1991 brachte Arnault die Christian Dior S.A. an die Pariser Börse.
Arnault trieb den Ausbau des Einzelhandelsgeschäfts massiv voran: 1994 gab es weltweit nur sechs Dior-Boutiquen, 2003 waren es schon 144 (inklusive Shops-in-Shop). Die Anstellung des italienischen Designers Gianfranco Ferré für die Damenmode 1989 hatte bereits ein neues Zeitalter bei Dior eingeleitet, sein Nachfolger John Galliano veränderte – unterstützt durch jährliche Werbeausgaben in Höhe von umgerechnet 50 Millionen Euro – ab 1997 das Unternehmens-Image radikal und äußerst erfolgreich. Die Zielgruppe änderte sich von einer wohlhabenden, älteren Dame in eine junge, selbstbewusste Frau. Ende der 1990er Jahre belief sich der Jahresumsatz der Modesparte auf ca. 200 Millionen Euro. Im Geschäftsjahr 2000 stieg der Mode-Umsatz auf knapp 300 Millionen Euro, 2001 waren es 350 Millionen Euro Jahresumsatz, 2002 bereits fast 500 Millionen Euro, 2004 wurden fast 600 Millionen Euro erreicht. Der Umsatz mit Parfüm und Kosmetik lag damals bei ca. einer Milliarde Euro. Ab Anfang der 2000er Jahre stieg, mit kleinen Rückschlägen, auch der Gewinn von Christian Dior Couture und lag 2003 bei 40 Millionen Euro, 2005 bei über 50 Millionen Euro. Die 2000 eingeführte, jugendliche Herrenmodelinie Dior Homme löste erfolgreich die Kollektion für den älteren Herrn aus den 1980er Jahren, Christian Dior Monsieur, ab. 2002 wurde die Dior Maison Kollektion mit Haushalts-Artikeln für Wohn- und Esszimmer, Küche und Bad in Zusammenarbeit mit Christofle lanciert (inzwischen eingestellt). Ab 2003 wurde die Präsenz von Dior im asiatischen Raum, besonders Japan, verstärkt ausgebaut. Der massive Einsatz von bekannten Werbe-Testimonials wie Charlize Theron, Natalie Portman, Kate Moss, Monica Bellucci, Jude Law und weiteren für die Parfüm- und Kosmetiksparte oder Marion Cotillard und Mila Kunis für die Lederwaren wirkte sich über die Jahre ebenso positiv auf die Modesparte aus. 2006 wurde eine Cruise-Kollektion mit Frühjahrsmode zur Winterzeit ins Leben gerufen.
In den Zeiten der Finanzkrise ab 2007 gingen auch bei Dior die Zahlen leicht zurück, ab 2009 konnten jedoch schon wieder Steigerungen bei Umsatz (2010: 826 Millionen Euro; 2011: eine Milliarde Euro) und Gewinn (2010: 35 Millionen Euro; 2011: 85 Millionen Euro) vermeldet werden. 2006 gab es weltweit bereits knapp 200 Dior-Geschäfte; 2009 waren es 239. Ende 2011 existierten 210 Dior-Boutiquen; 2016 waren es 196. In Deutschland gibt es in München und seit 2015 in Frankfurt am Main je eine Dior-Boutique für Damen sowie Shops-in-Shop in Berlin (KaDeWe), Stuttgart (Breuninger) und München (Oberpollinger). Im Mai 2014 übernahm Dior zudem für 10 Jahre die Räume des Düsseldorfer Fachhändlers Albert Eickhoff für eine Vollsortiment-Boutique an der Königsallee. In der Schweiz ist Dior jeweils für Damen in Zürich und Genf vertreten, in Österreich seit Mitte 2014 in Wien. 2009 öffnete zudem in Genf eine Schmuck-Boutique ihre Türen. 2013 eröffnete Dior im Rahmen einer einmonatigen Jubiläums-Ausstellung bei Harrods in London in Zusammenarbeit mit dem Star-Konditor Pierre Hermé ein temporäres Café Dior. Diese Kooperation wurde Mitte 2015 mit der Eröffnung eines stationären Café Dior im von Christian de Portzamparc konzipierten und von Peter Marino eingerichteten Dior-Flagshipstore in Seoul, mit sechs Stockwerken der größte der Welt, fortgeführt.
Ab Mitte der 2000er Jahre trat das Unternehmen Christian Dior nach außen hin, besonders über die Werbung, verstärkt unter der Markenbezeichnung Dior auf, der Vorname des Gründers wurde dabei nicht erwähnt. Spätestens seit Anfang der 2020er Jahre wird mit Verweis auf das Erbe des Firmengründers wieder dessen voller Namen im Außenauftritt des Unternehmens und auf den Produkten der Mode- und Parfümsparte hervorgehoben. 2007 feierte das Unternehmen den sechzigsten Geburtstag der Marke Dior; 2022 das 75-jährige Bestehen seit Präsentation der ersten Kollektion im Jahre 1947.
Mitte Juli 2024 wurden bei einer polizeilichen Durchsuchung des Arbeitsschutzes in Produktionsstätten für Dior im Mailänder Vorort Opera von Beamten katastrophale Arbeitsbedingungen festgestellt. Unter anderem waren Maschinen nicht sicher kalibriert, was eine erhöhte Unfallgefahr darstellt. Außerdem ergab die Durchsuchung, dass in den Produktionsstätten illegale Arbeitskräfte aus Asien sowie Mitarbeiter ohne gültige italienische Arbeitserlaubnis tätig waren und diese teilweise in den Werkstätten schliefen, um rund um die Uhr produzieren zu können. Im Rahmen der Ermittlungen kam ebenfalls heraus, das Taschenmodelle für einen Produktionspreis von unter 60 Euro hergestellt, aber zu Ladenpreisen von über 2600 Euro verkauft werden. Aufgrund der dortigen Erkenntnisse wurde Dior in Italien ein Jahr lang unter gerichtliche Beobachtung gestellt.

## Designer
Damenkollektion
Der verantwortliche Damen-Modedesigner des Hauses Dior nach Marc Bohan war auf Arnaults Betreiben von 1989 bis 1996, als erster Ausländer in dieser Rolle, der italienische Designer Gianfranco Ferré. Ferrés Kreationen ebneten den Weg für eine erfolgreiche Repositionierung des Hauses Dior im Luxusgüterbereich. In dieser Zeit gab es auch die in Lizenz gefertigte Damen-Zweitlinie Christian Dior Coordonnées. Ab 1997 hatte die Position des Damenmode-Designers (Haute Couture und Prêt-à-porter) der avantgardistische Brite John Galliano inne, der zuvor für Givenchy gearbeitet hatte. Galliano erschuf bei Dior bombastische, mitunter skandalöse und nicht selten untragbare Roben für die Couture-Sparte, mit denen es das Haus Dior fast zwangsläufig auf die Titelseiten der internationalen Presse schaffte, und verjüngte die Damenkollektionen des Hauses Dior – auf umsatzfördernde Weise – entscheidend. Der exzentrische Galliano wollte „die Spinnweben wegfegen, das Haus [Dior] wieder zum Leben erwecken“. Sich selbst setzte er zum Schlussapplaus auf dem Laufsteg meist auf exaltierte Weise in Szene. Galliano wurde Ende Februar 2011 aufgrund antisemitischer Äußerungen unter Alkoholeinfluss in der Öffentlichkeit vom Haus Dior suspendiert und am 1. März 2011 nach 15 Jahren als Chef-Designer bei Dior von dem damaligen CEO Sidney Toledano fristlos entlassen. Die letzte noch von Galliano für Dior entworfene Prêt-à-porter-Kollektion wurde am 4. März 2011 in Abwesenheit Gallianos bei den Pariser Modeschauen gezeigt. Die kreative Leitung übernahmen infolge übergangsweise Gallianos langjähriger Assistent Bill Gaytten und seine Mitarbeiterin Suzanna Venegas. Die von den beiden ab Anfang Juli 2011 präsentierten Haute Couture Kollektionen erhielten allerdings zurückhaltende Kritiken. Gleichzeitig vermeldete das Unternehmen stetig wachsende Umsätze. Das Haus Dior ernannte am 9. April 2012 nach langen Spekulationen den scheidenden Jil-Sander-Designer Raf Simons, der vor allem mit minimalistischer Mode Bekanntheit erzielt hatte, zum neuen Chefdesigner aller Damenkollektionen von Dior. Seine erste Haute-Couture-Kollektion fand am 2. Juli 2012 in Paris statt und wurde von der Presse hoch gelobt. Simons’ erste Prêt-à-porter-Kollektion für die Dior-Damensparte wurde Ende September 2012 in Paris präsentiert und erhielt ebenso äußerst wohlwollende Kritiken. Ende Oktober 2015 gab Dior bekannt, dass Simons das Unternehmen auf eigenen Wunsch verlasse. Anfang Juli 2016 ließ Dior verlauten, dass die langjährige Valentino-Designerin Maria Grazia Chiuri (* 1964 in Rom) als erste Frau in dieser Position zur neuen Kreativdirektorin der Dior-Damenmodesparte ernannt worden sei.
Herrenkollektion
1970 wurde noch unter Marc Bohan eine Herrenkollektion, Christian Dior Monsieur, etabliert, in der das Haus Dior klassische Business-Mode präsentierte und welche später in Lizenz gefertigt wurde. Christian Dior selbst hatte – bis auf in Lizenz vergebene Krawatten – keine Herrenmode entworfen. Ab 1980 war Gérard Penneroux der Herren-Designer, ab 1983 Dominique Morlotti. Ab 1992 zeichnete Patrick Lavoix für die Herrenkollektion verantwortlich. 2000 setzte Arnault den damals 32-jährigen, ehemaligen Yves Saint Laurent Designer Hedi Slimane für die neu geschaffene, sehr moderne und androgyne Dior Homme Kollektion ein. Die Christian Dior Monsieur Kollektion wurde eingestellt. Karl Lagerfeld behauptet, der Grund für die Tatsache, dass er im Jahr 2000 durch eine Diät 42 kg an Gewicht abnahm, sei seine Vorliebe für die hauteng geschnittenen Anzüge von Dior Homme. 2007 übernahm Slimanes langjähriger Assistent Kris Van Assche die Kreation der Herrenmode bei Dior Homme. Auf ihn folgte 2018 der Brite Kim Jones, zuvor Herrenmode-Designer bei Louis Vuitton. Letzterer benannte die Sparte in Dior Men um. Auch wenn die Marke offiziell Dior Homme hieß und Dior Men heißt, stand und steht auf den eingenähten Etiketten der Bekleidungsstücke lediglich „Dior“. In den späten 2000er Jahren wurde noch von Hedi Slimane eine stilisierte Biene (frz. „abeille“) als Markenzeichen für die Herrenkollektion etabliert, die sich bis heute bspw. als Stickerei auf Polo-Shirts, Mützen und Krawatten findet.

## Produkte
Das Haus Dior gehört spätestens seit Ende der 1990er Jahre, bedingt auch durch massive Werbekampagnen, wieder zur Top-Riege der internationalen Luxusgüterhersteller.
In der Modesparte gibt es für Damen die Haute Couture Kollektion und die Konfektionslinie. Lederwaren, wie Handtaschen, und Accessoires machen einen Großteil des Umsatzes aus. Für Herren wird die Dior Men Linie angeboten. Für Kinder bis zum Teenager-Alter existiert die Baby Dior Kollektion. Die Mode Diors wurde noch zu seinen Lebzeiten unter anderem von Evita Perón,  Jackie Kennedy und nach Christian Diors Tod von Prinzessin Diana und vielen anderen Prominenten getragen.
Wie bei allen großen Modehäusern ist mittlerweile der Geschäftsanteil aus Lizenzerlösen für Düfte und Kosmetik, Brillengestelle oder andere Accessoires wirtschaftlich entscheidend.
Unter dem Markennamen Dior sind seit 1947 über 50 Damenparfums in unzähligen Variationen entstanden, zum Beispiel Miss Dior (1947), Poison (1985), Dune (1991), Dolce Vita (1995), J’adore (1999), Dior Addict (2002), Miss Dior Chérie (2005) und Dior Star (2007). Daneben werden seit 1966 auch Herrendüfte angeboten. Dazu zählen unter vielen anderen: Eau Sauvage (1966), Jules (1980), Fahrenheit (1988), Dune (1988), Higher (2001), Dior Homme (2005), Dior Homme Sport (2008), Dior Homme Cologne (2013) und Sauvage (2015). Außerdem gibt es Sonder-Duftserien wie etwa hochpreisige Parfüms in größeren Flaschen: La Collection Privèe (seit 2004; 2018 umbenannt in Maison Christian Dior Collection), neu aufgelegte Klassiker aus den 1940er bis 1970er Jahren: Les Créations de Monsieur Dior (Diorama, Diorissimo, Diorella, Dioressence etc.; seit 2009) oder Unisex-Duftextrakte: Les Elexirs Précieux (2014). Ferner bestehen umfangreiche Dior-Produktlinien für Hautpflege und dekorative Kosmetik wie etwa Makeup.
1975 wurde die erste Dior-Armbanduhr, das Herrenmodell Black Moon, mit dem Lizenznehmer Benedom aus Meyrin (1995 von LVMH aufgekauft) auf den Markt gebracht. 2001 wurde das Tochterunternehmen Les Ateliers Horlogers Dior SA in La Chaux-de-Fonds gegründet. Die seither zahlreich erschienenen Dior-Armbanduhren für Damen und Herren im oberen Preissegment wurden in der Vergangenheit mitunter auch von den Modedesignern des Hauses, wie etwa Galliano oder Slimane, entworfen.
Unter der Designerin Victoire de Castellane wurde 1999 in der Kategorie 'Fine Jewelry' hochpreisiger Schmuck von Dior eingeführt. Castellane entwarf zudem auch Dior-Armbanduhren.

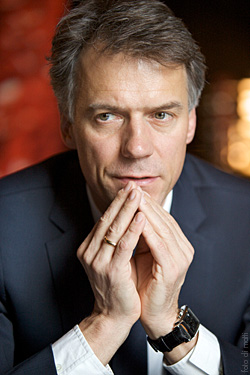
Claus-Dietrich Lahrs (2009)

## Konzernstruktur
Die Familienholding Groupe Arnault S.A.S. des französischen Unternehmers Bernard Arnault besaß über die Firma Semyrhamis bis April 2017 über 74,1 % an der Firma Christian Dior S.A., zu welcher zu jeweils 100 % die Unternehmen Christian Dior Couture S.A. und Financière Jean Goujon S.A.S. gehörten. Zu letzterer gehörten zum Stand 2012 ein Aktienanteil an LVMH in Höhe von 40,9 % und 56,8 % der Stimmrechte. Arnault selbst hält weitere 5,8 % an LVMH und ist im Besitz von 100 % der von Dior an LVMH gehaltenen Stimmrechte, womit er insgesamt auf einen Aktienanteil von fast 47 % an LVMH mit einem Stimmrechtsanteil von über 64 % kam. Die Sparte Parfums Christian Dior S.A. gehört zu 100 % zu LVMH. 2017 übernahm die Groupe Arnault weitere 25,9 % an der Christian Dior S.A., wodurch sie ihr nun zu 100 % gehört, und gleichzeitig kaufte LVMH für 6,5 Milliarden Euro die Modesparte Dior Couture S.A., wodurch Dior-Mode und -Parfüm nun vollständig im Besitz von LVMH sind. Die Holding Christian Dior S.A. behält einen 41%igen Anteil an LVMH.
Sidney Toledano (* 1951), seit 1994 im Unternehmen, war bis 2018 CEO bzw. Generaldirektor der Christian Dior S.A. und Präsident von Christian Dior Couture S.A., bis er in den Vorstand von LVMH wechselte. Auf ihn folgte Pietro Beccari als Dior-CEO, welcher damit auch im LVMH-Verwaltungsrat sitzt. Arnault ist Vorsitzender des Verwaltungsrats der Christian Dior S.A. sowie Präsident von LVMH. Von 2004 bis 2008 leitete der Deutsche Claus-Dietrich Lahrs, ein ehemaliger Louis Vuitton Manager, als COO das operative Geschäft bei Christian Dior Couture, im Anschluss wechselte er zu Hugo Boss. Lahrs wurde durch Serge Brunschwig, zuvor Geschäftsführer der LVMH-Marke Céline, ersetzt. Auf Brunschwig, der 2018 zu Fendi wechselte, folgte Charles Delapalme als COO von Christian Dior Couture.

## Bildergalerie

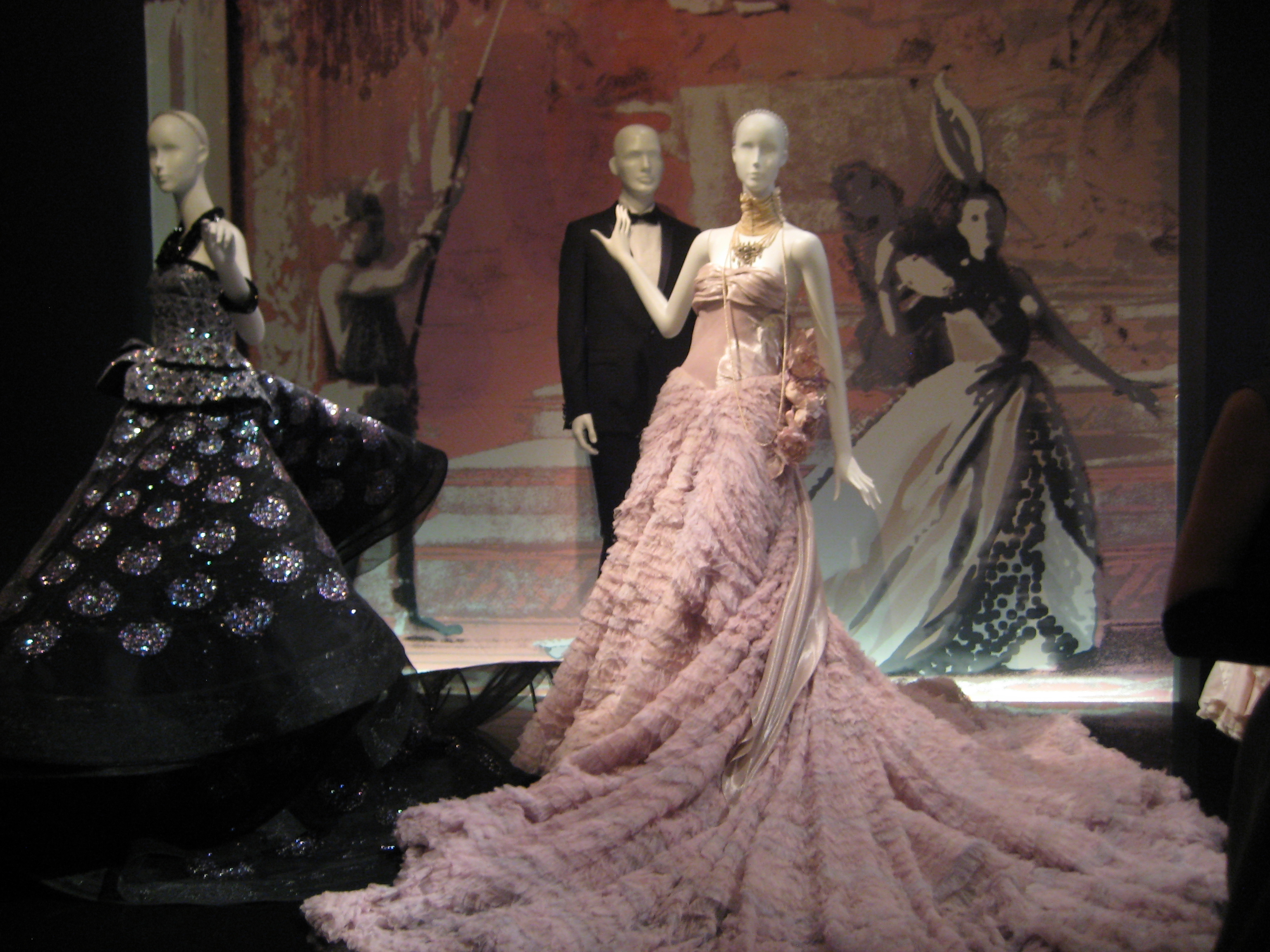
Modelle von Christian Dior Haute Couture
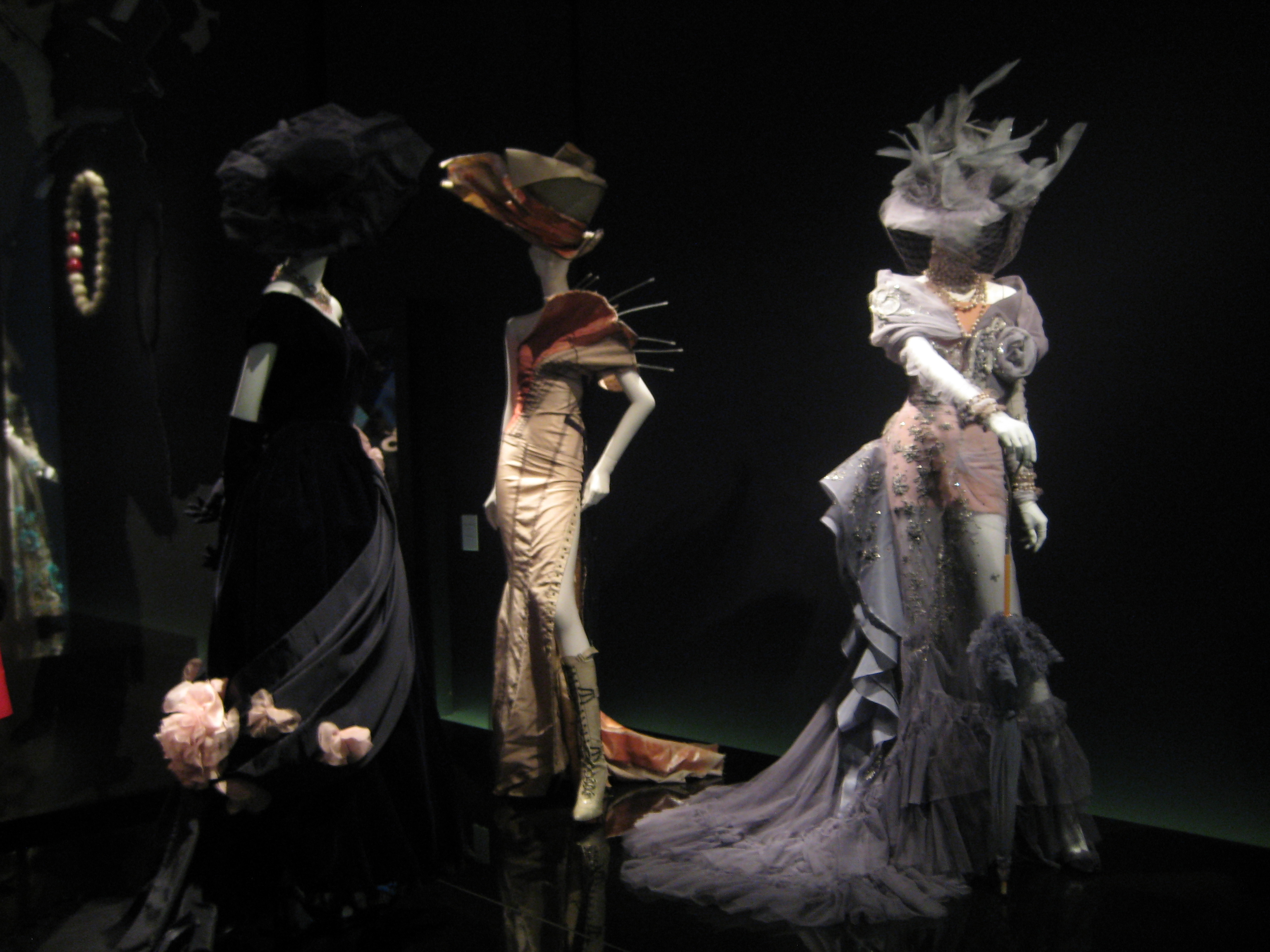
Modelle von Christian Dior Haute Couture
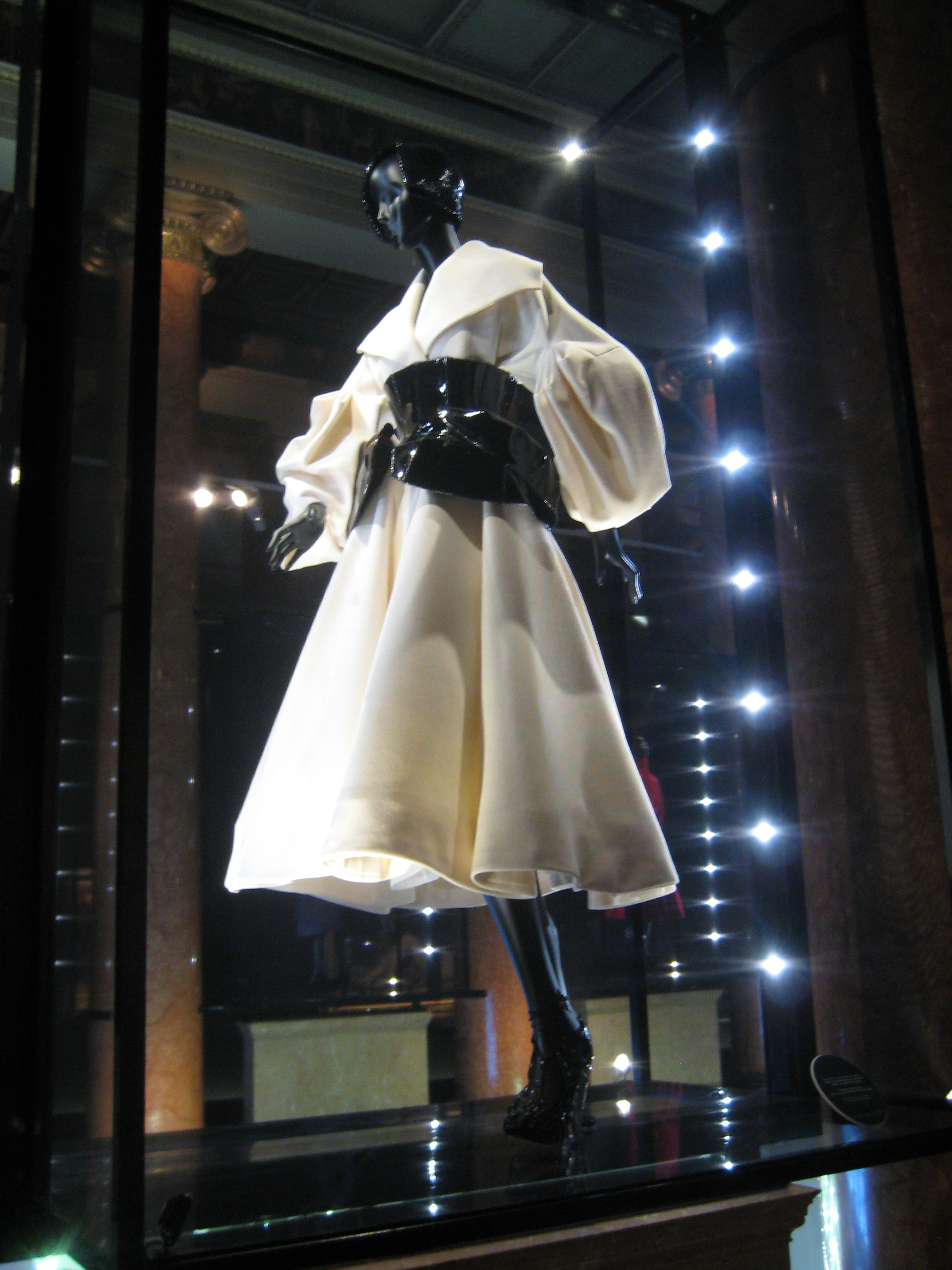
Modell von Dior
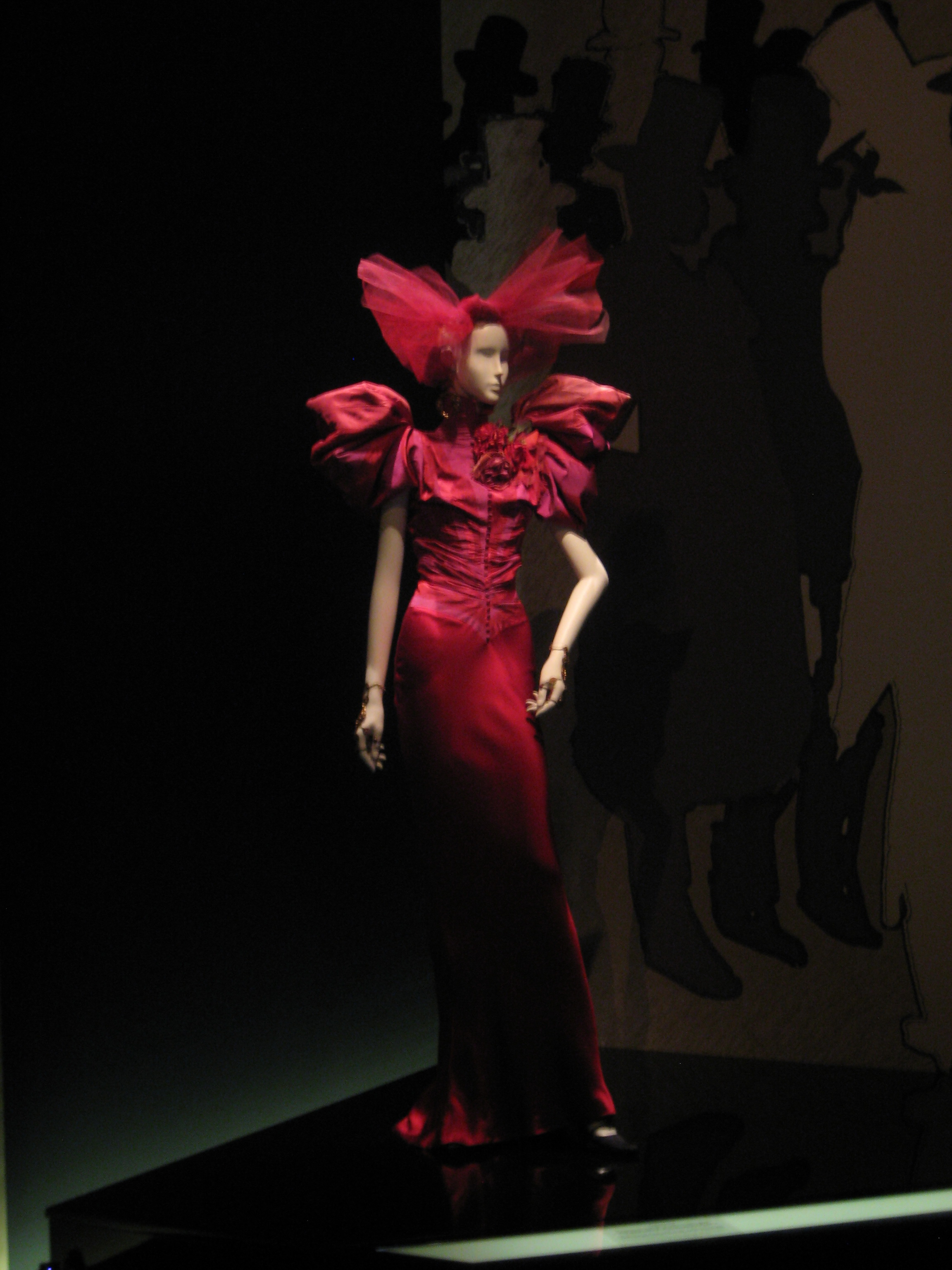
Modell von Dior
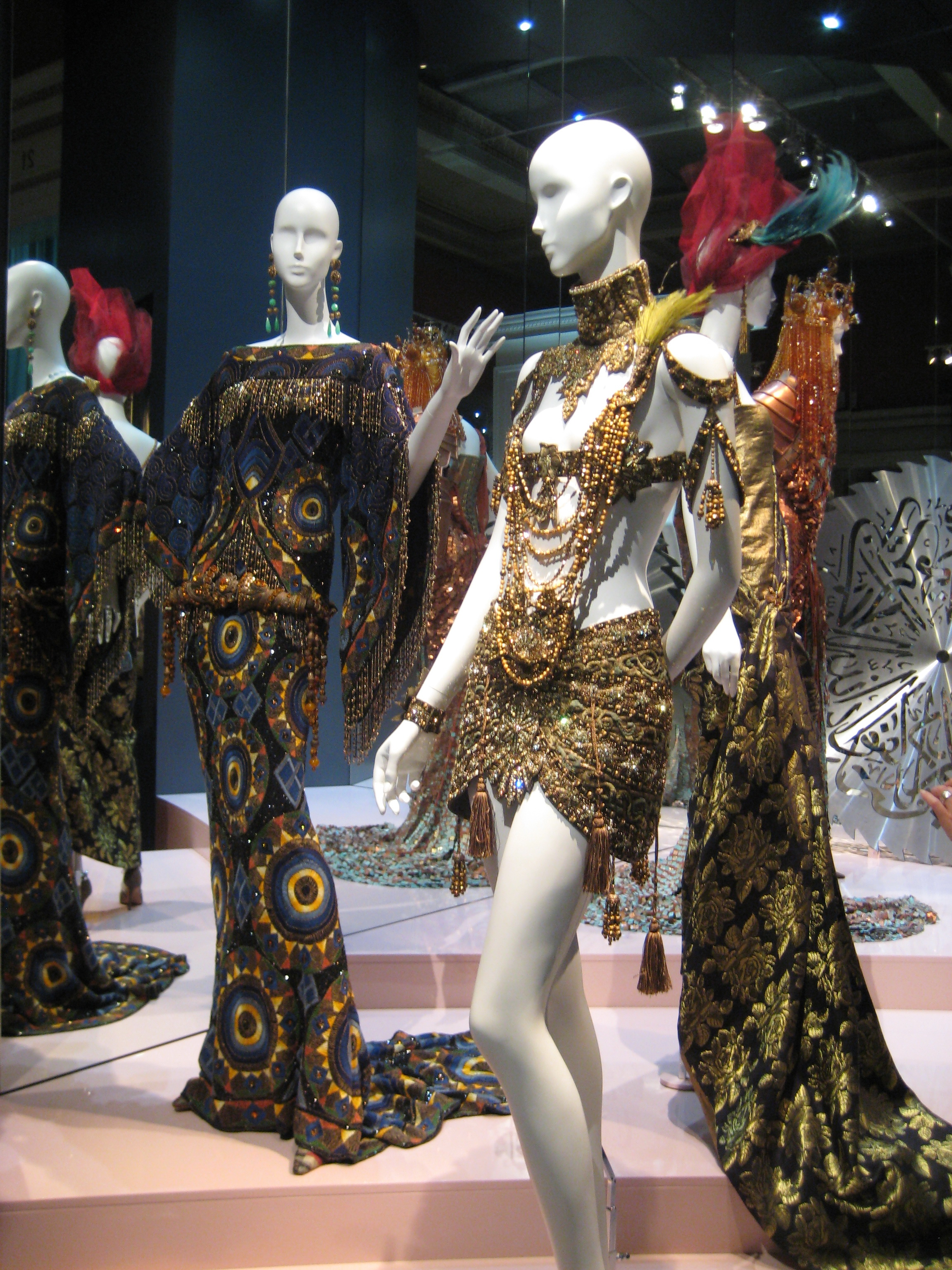
Modell von Dior
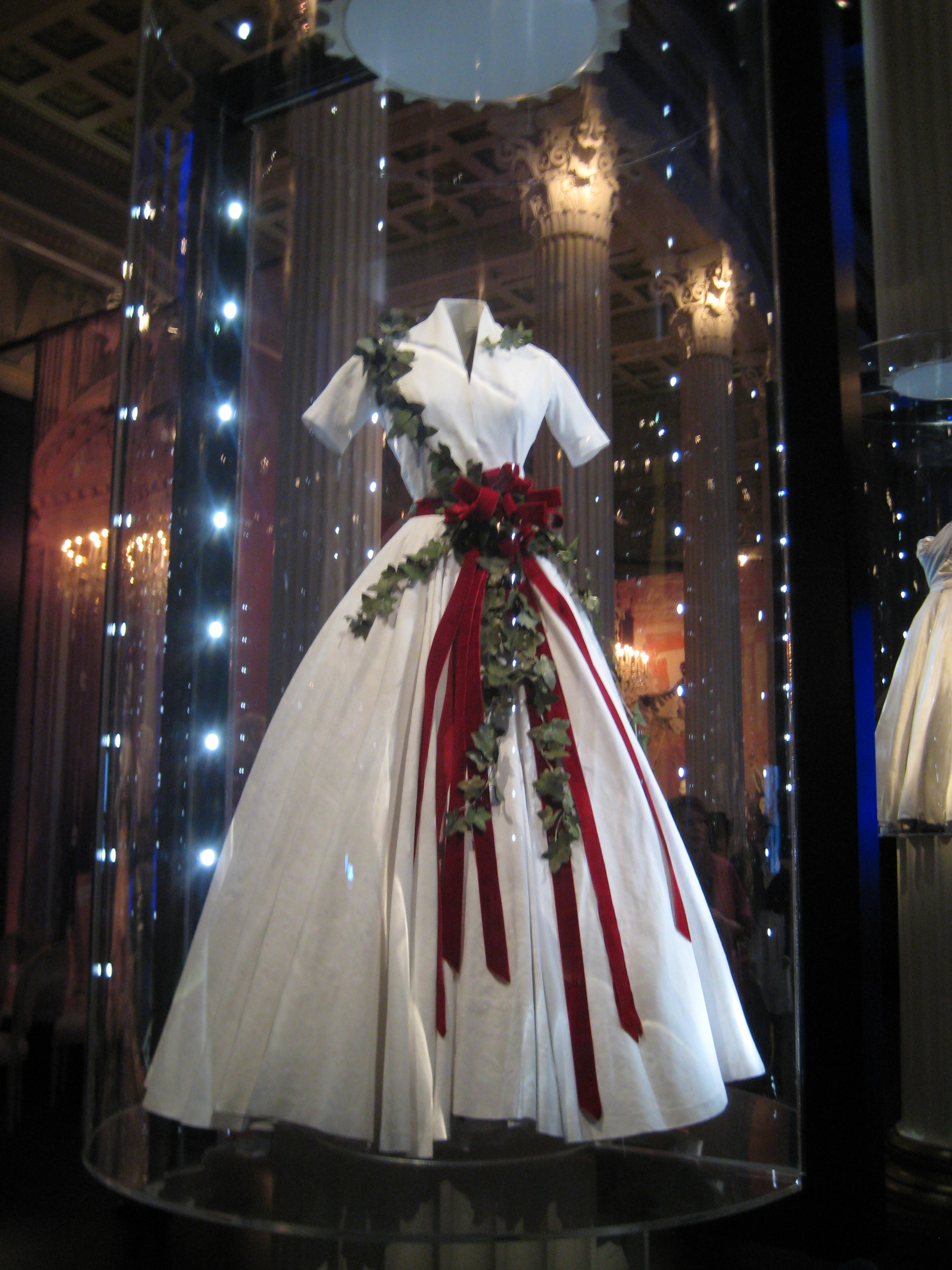
Modell von Dior
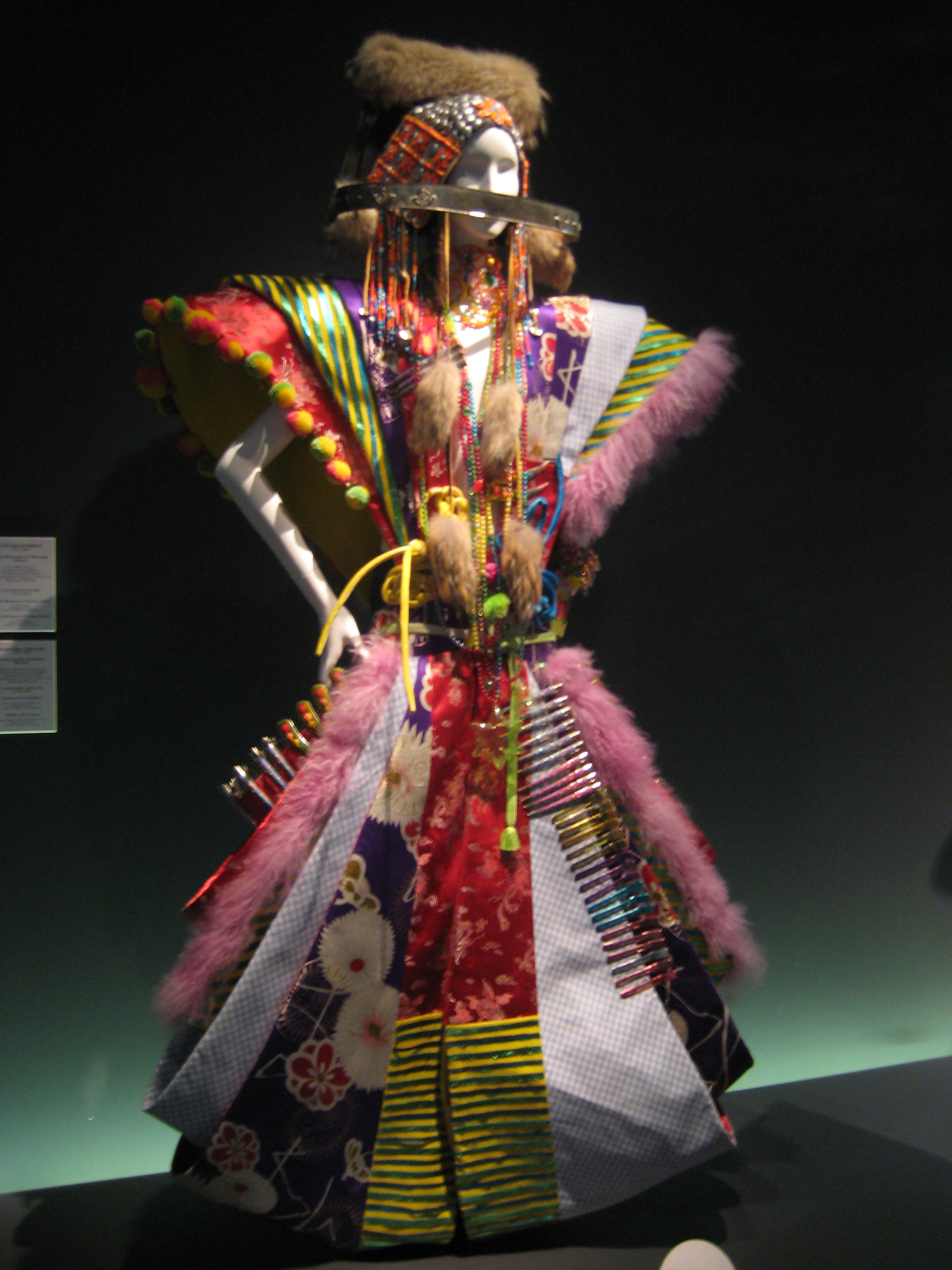
Modell von John Galliano für Dior
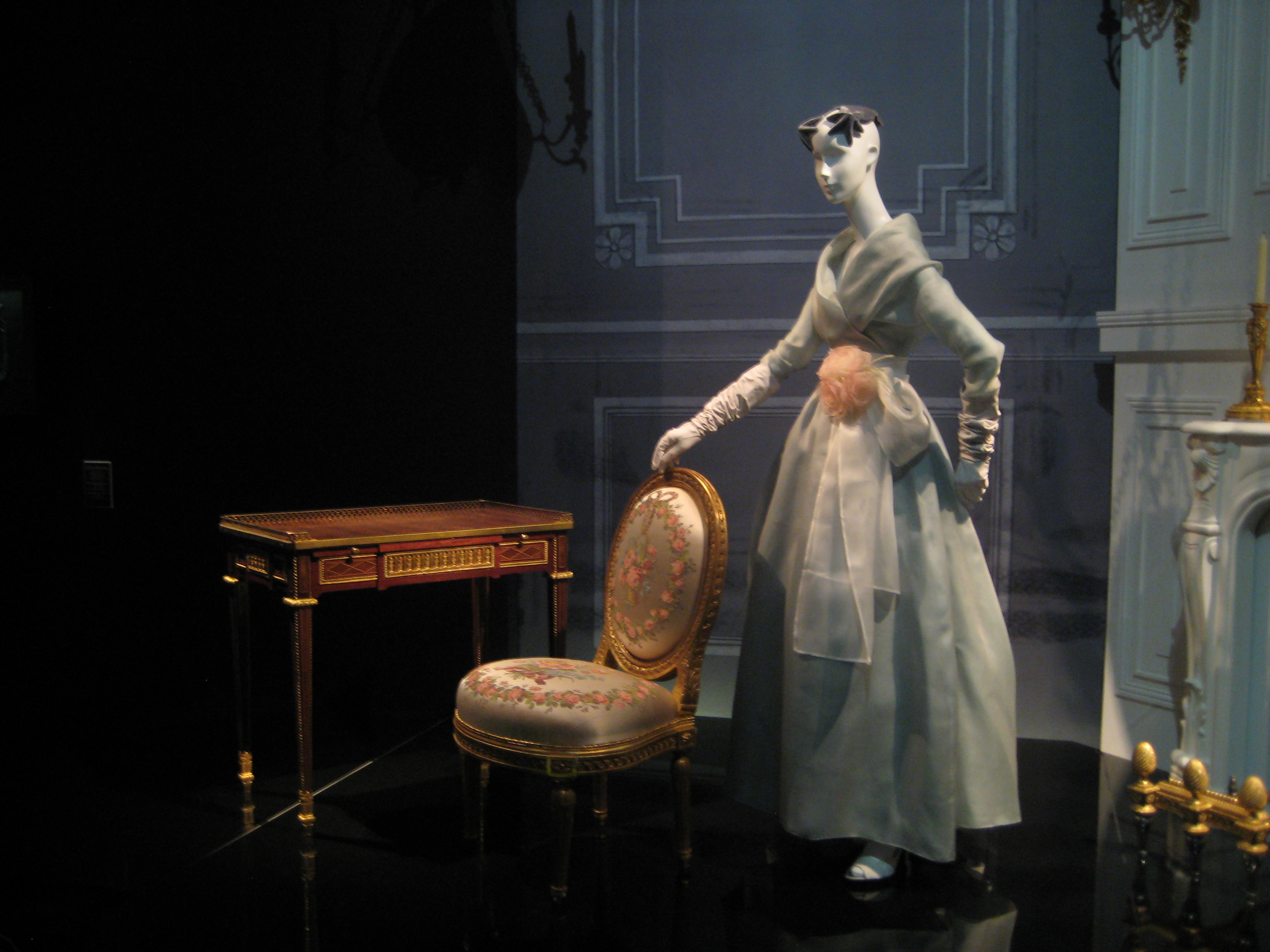
Historisches Modell von Dior
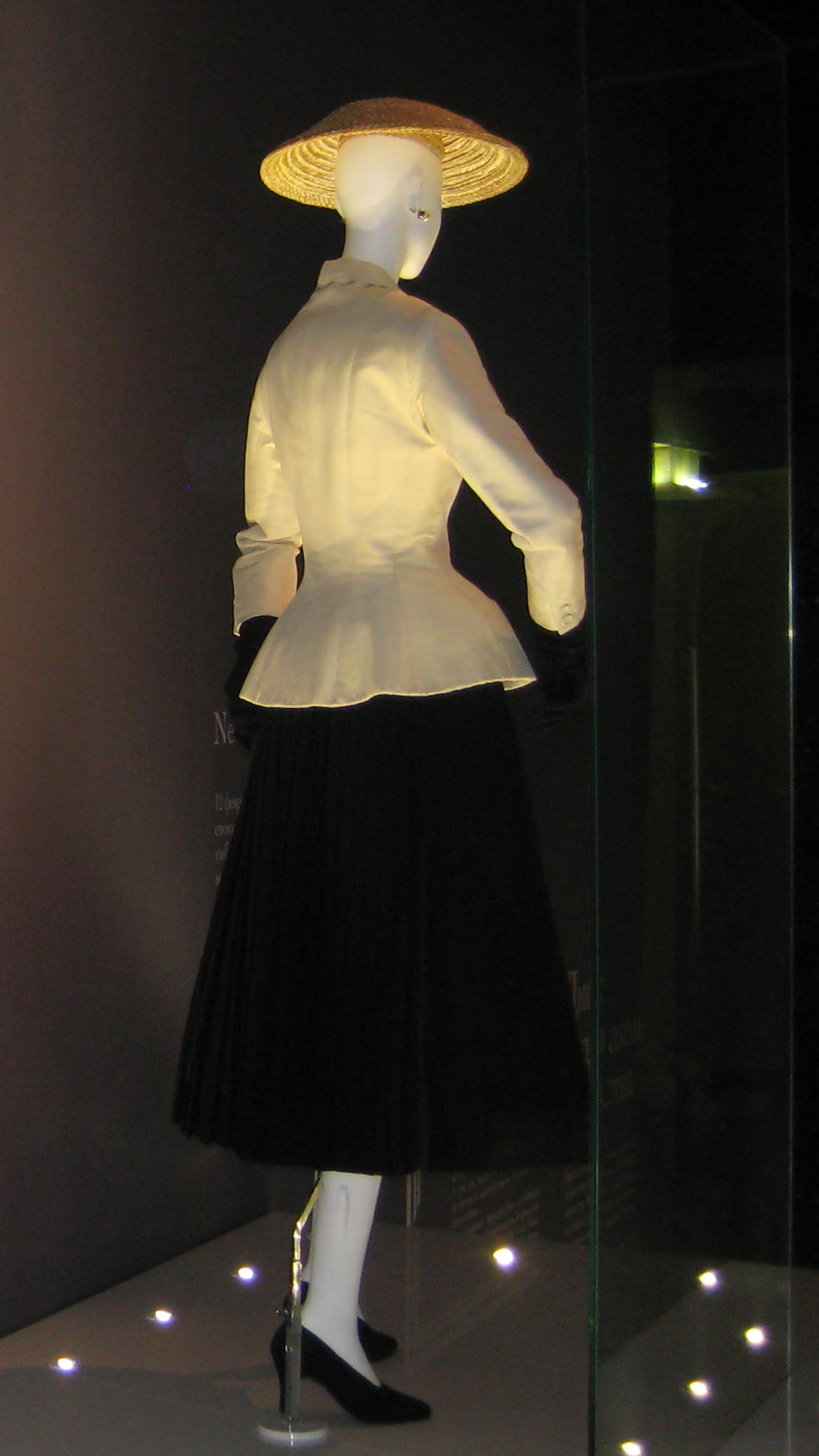
Historisches „New Look“-Modell von Dior
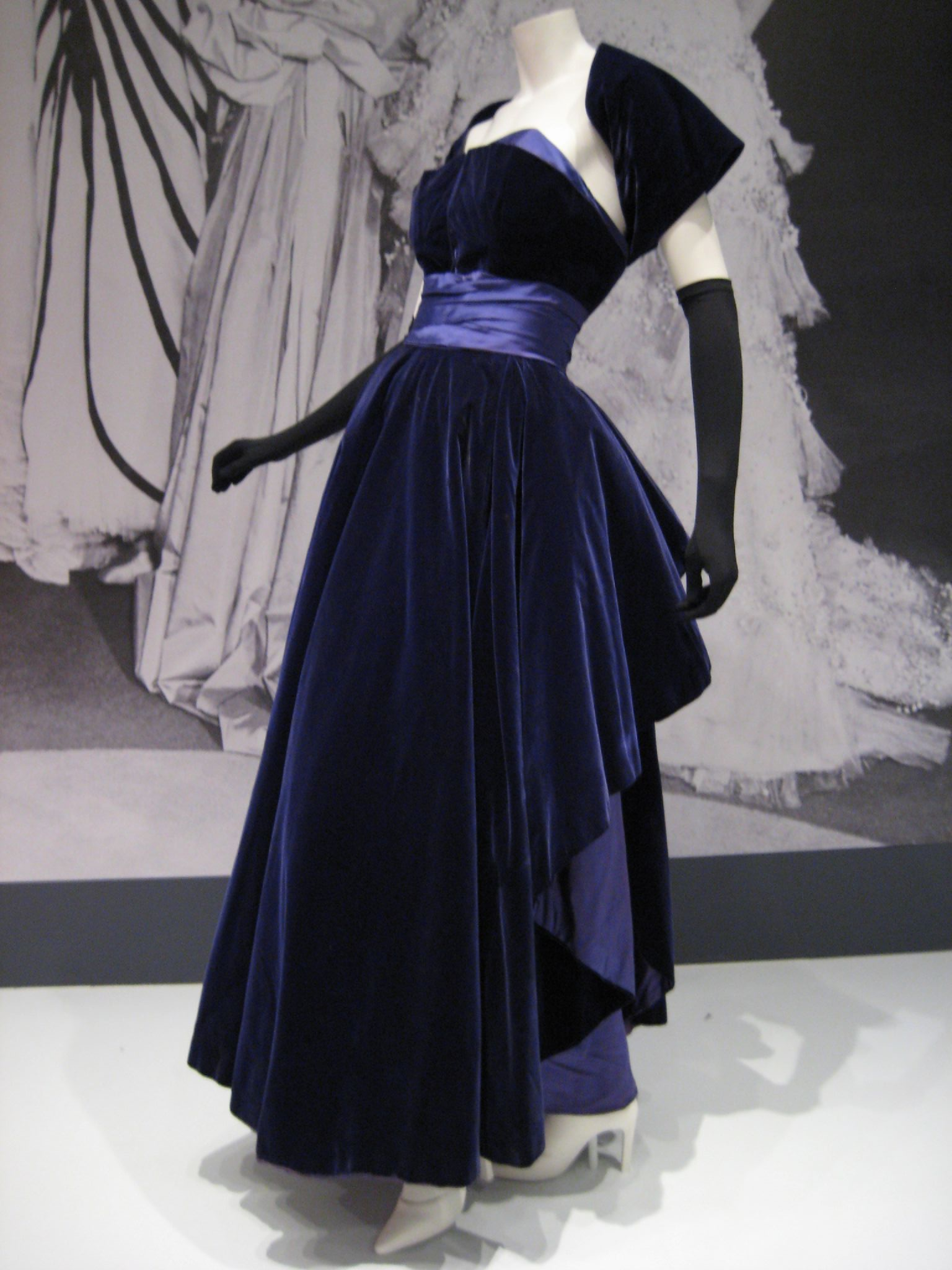
Historisches Modell von Dior
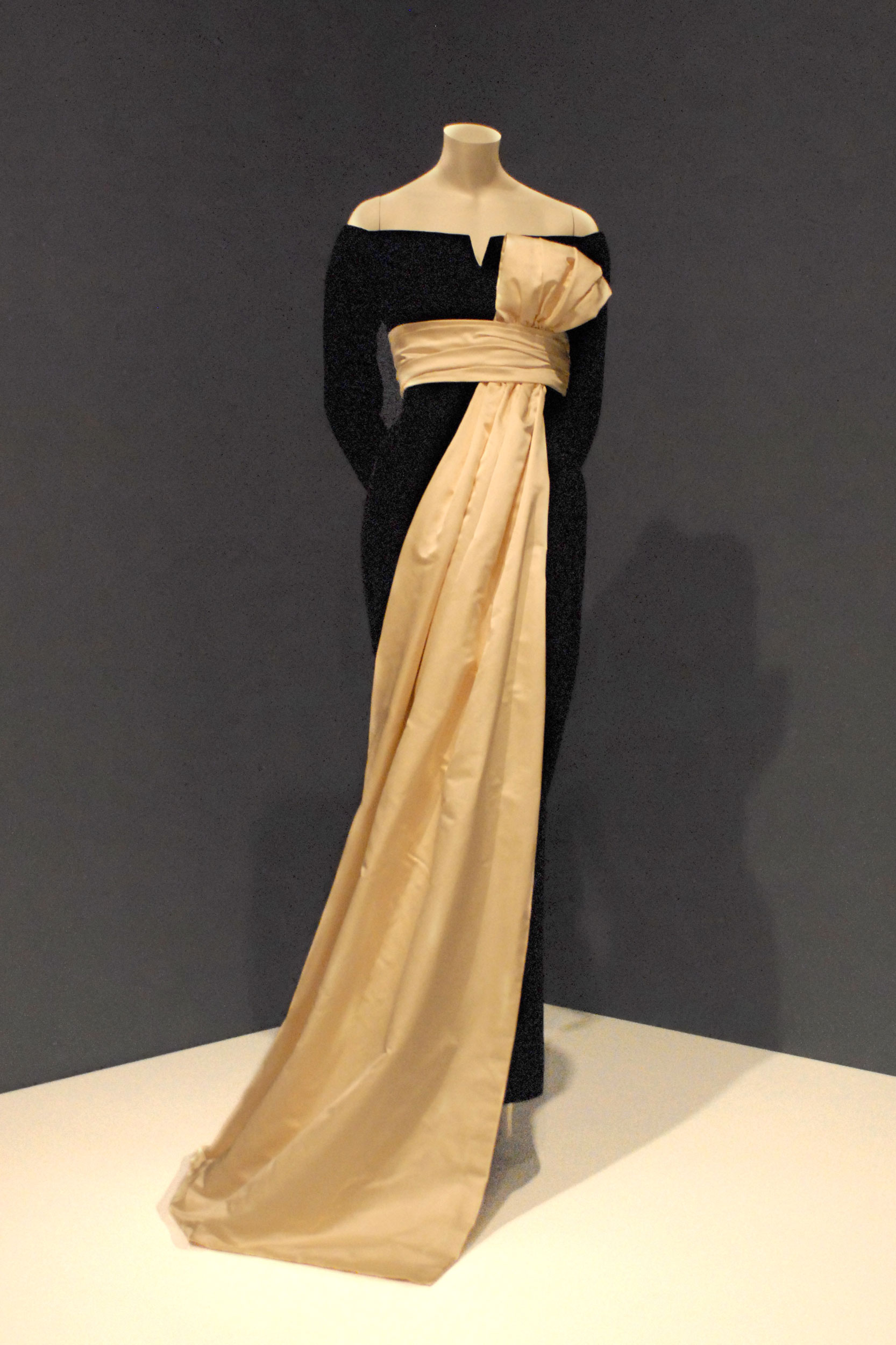
Historisches Modell von Dior (ca. 1955)
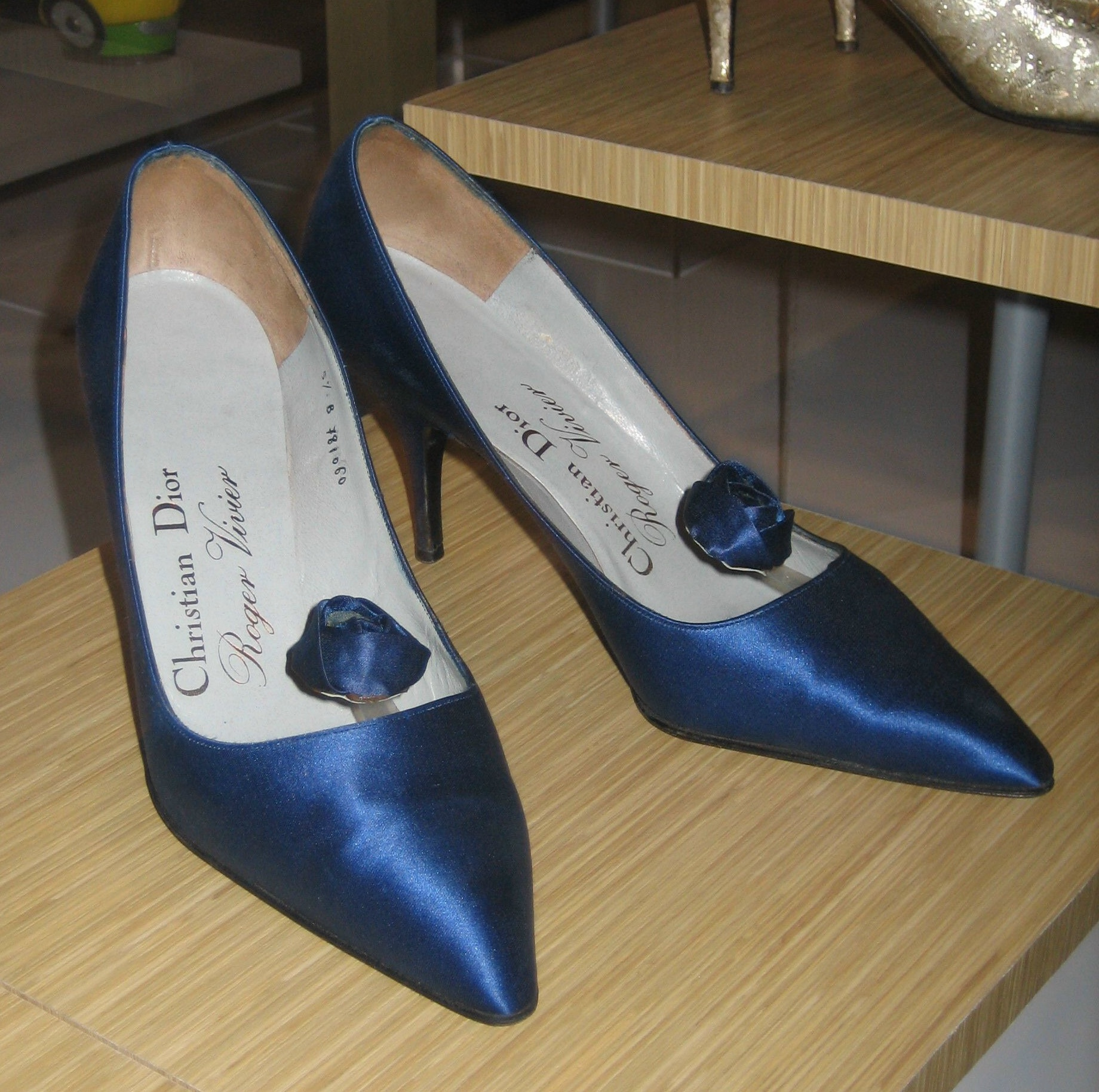
Damenschuhe von Roger Vivier für Dior (1950er Jahre)
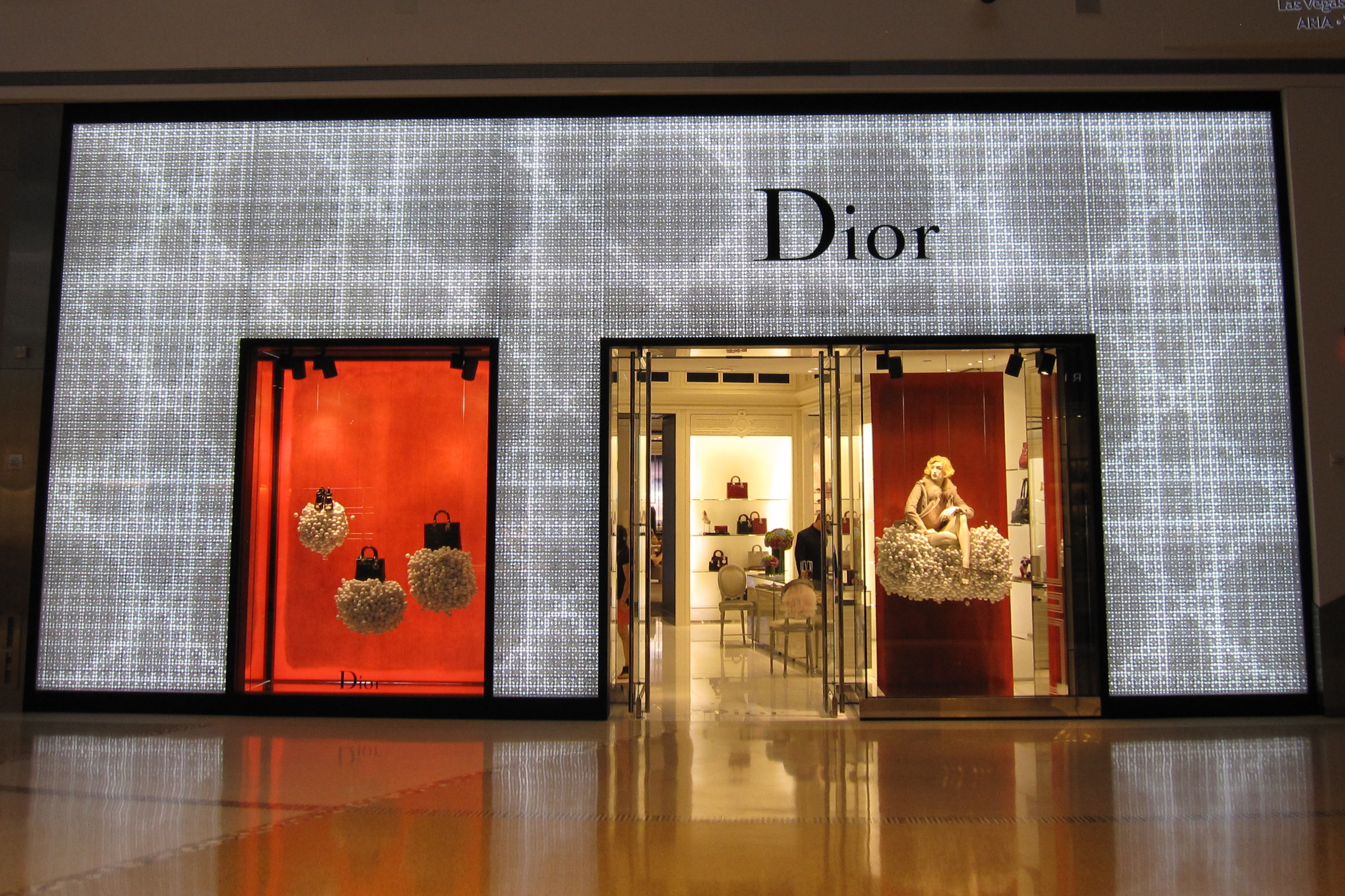
Dior-Boutique in The Crystals (Las Vegas)
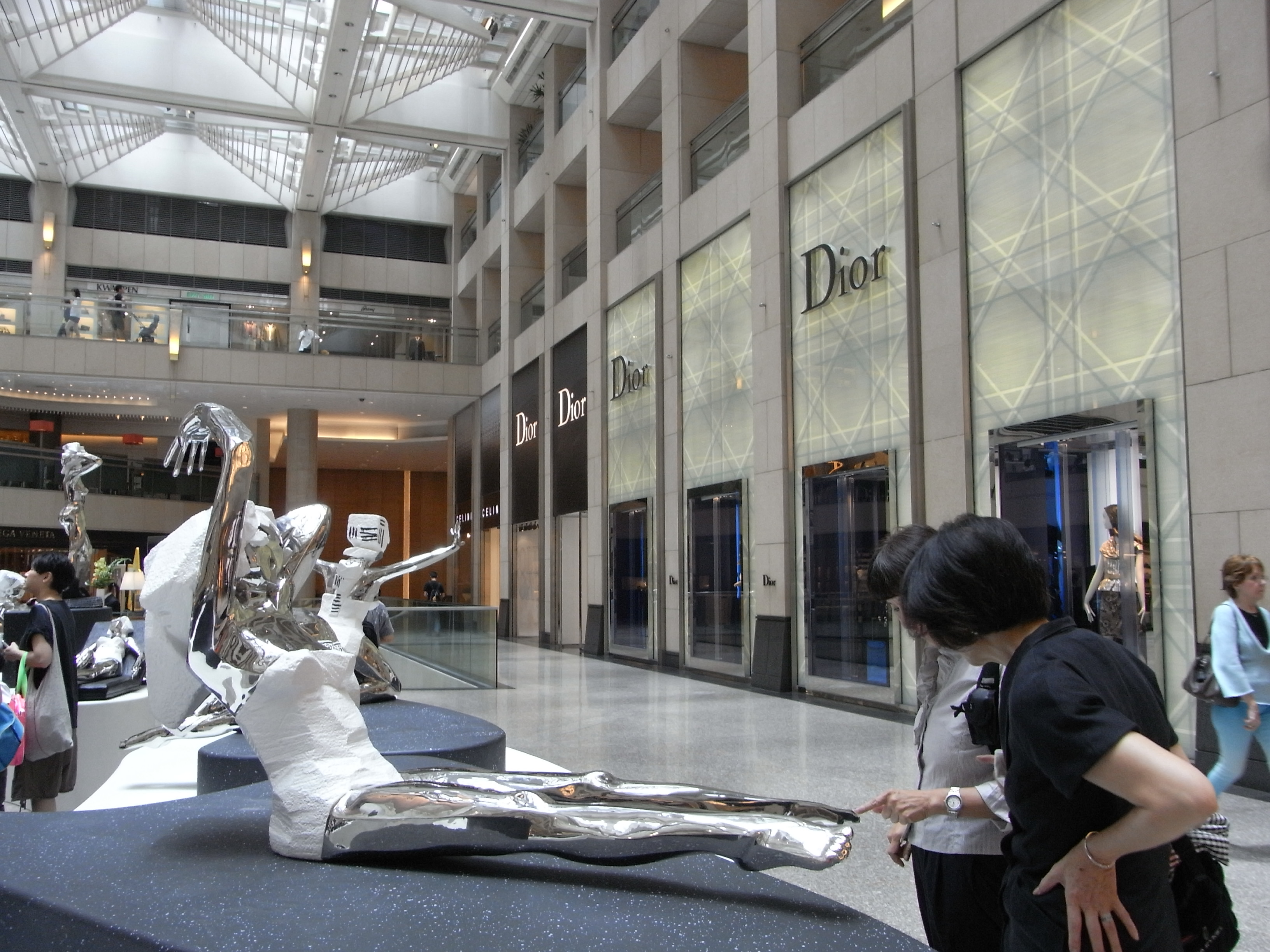
Dior-Boutique in Hong Kong
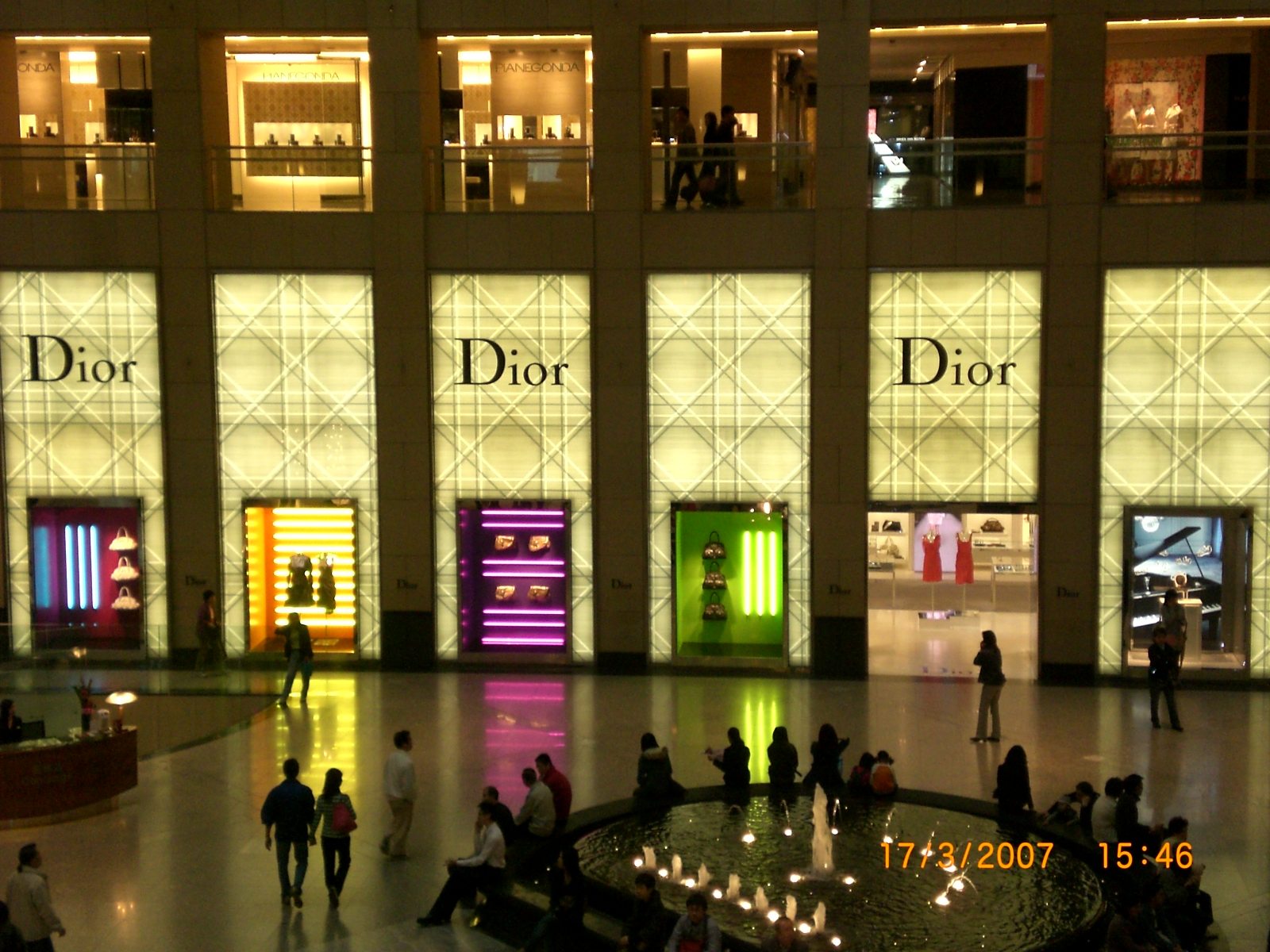
Dior-Boutique in Hong Kong
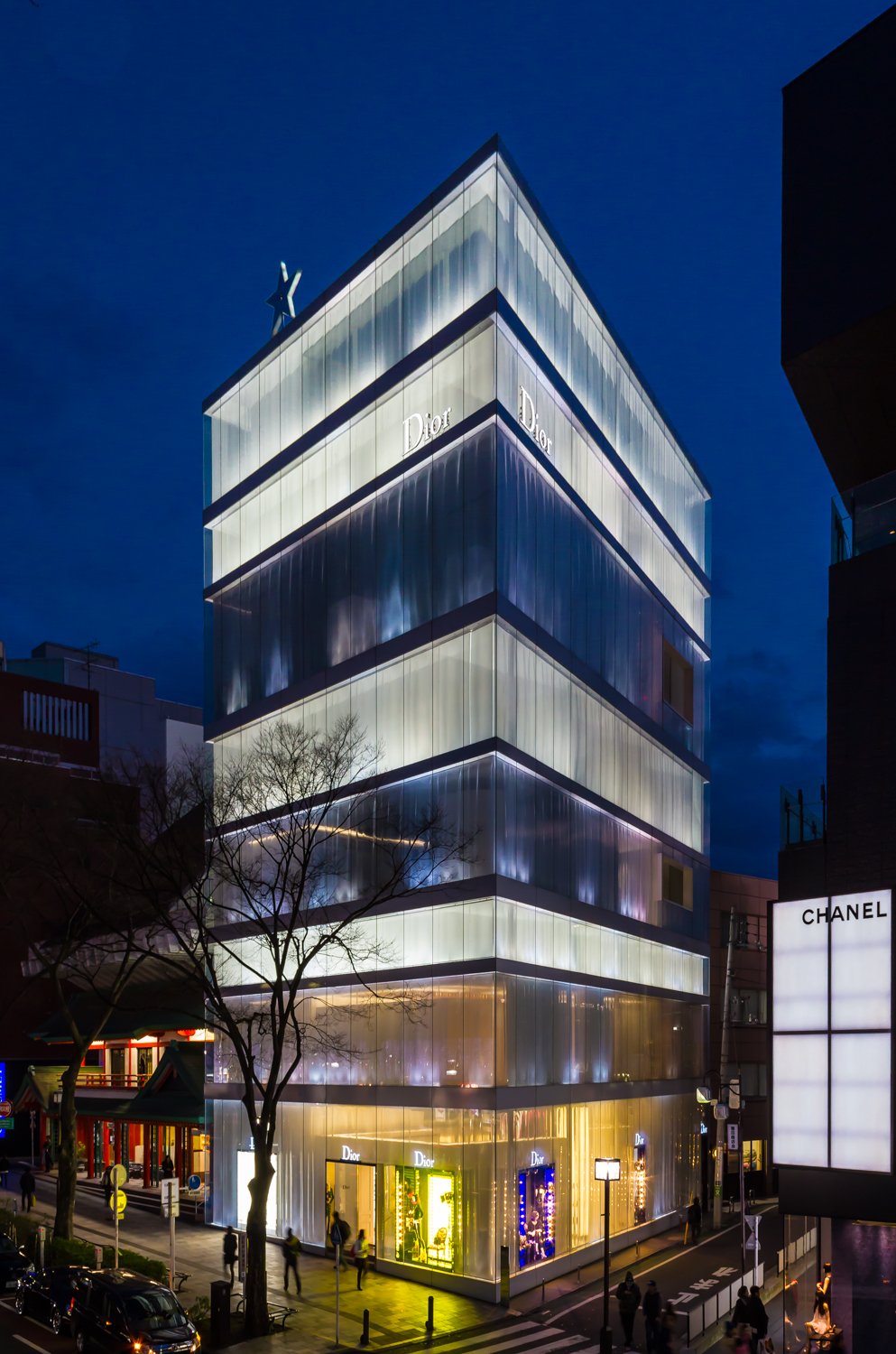
Dior-Boutique in Tokio
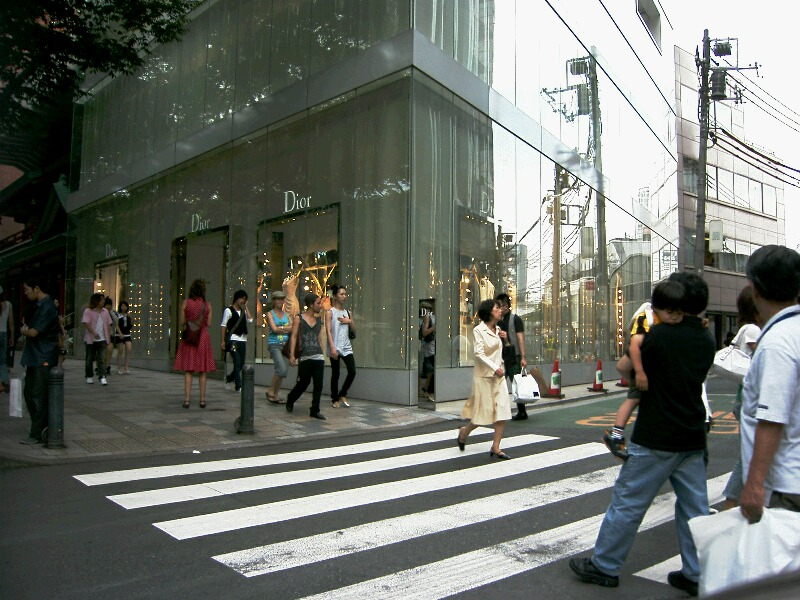
Dior-Boutique in Tokio
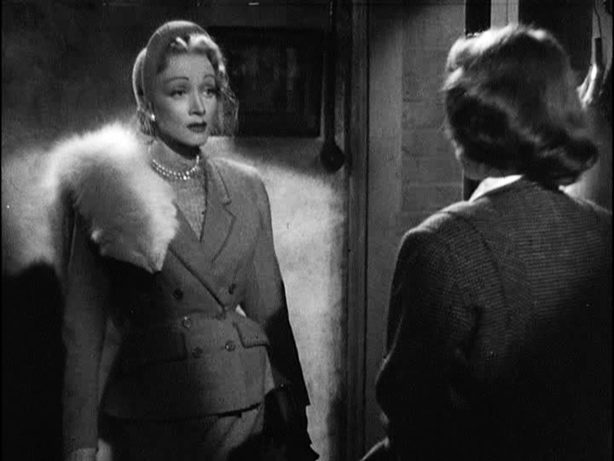
Marlene Dietrich in Dior im Film Die rote Lola
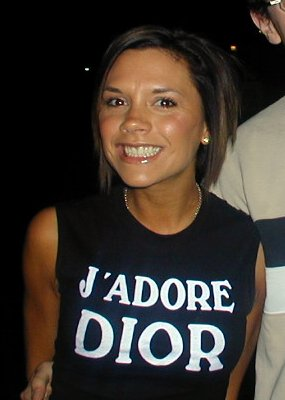
Victoria Beckham in Dior